# マローダー (アルバム)
『マローダー』(Marauder)は、イングランドのハードロック・バンド、マグナムが1980年に発表したキャリア初のライブ・アルバム。

## 解説
1979年12月にロンドンのマーキー・クラブで行われた公演の模様を収録しており、ライブ音源のミキシング及びエンジニアリングはクリス・タンガリーディスによる。前作『マグナムII』（1979年）に引き続き、元テン・イヤーズ・アフターのレオ・ライオンズがプロデュースした。
当日のライブ録音のうち4曲は、本作に先駆けて発売されたEP『Magnum Live』に収録され、同EPは全英シングルチャートに初登場して最終的には47位に達した。そして、本作は1980年4月19日より5週にわたって全英アルバムチャート入りし、最高34位を記録。
本作を最後にリチャード・ベイリーがマグナムを脱退。ベイリーは1981年にトラピーズに加入した。

## 収録曲
全曲ともトニー・クラーキン作。
1. "If I Could Live Forever" – 4:07
2. "The Battle" – 2:21
3. "Foolish Heart" – 3:08
4. "In the Beginning" – 7:57
5. "Reborn" – 5:59
6. "Changes" – 3:51
7. "So Cold the Night" – 4:33
8. "Lords of Chaos" – 3:48

### 2005年リマスターCDボーナス・トラック
9. - 12.は本作と同時期に録音されたライブEP『Magnum Live』より。13.以降は1982年録音・1989年発表のライブ・アルバム『Invasion Live』より。
1. "All of My Life" – 6:17
2. "Great Adventure" – 4:24
3. "Invasion" – 3:55
4. "Kingdom of Madness" – 4:10
5. "Reborn" – 5:38
6. "Changes" – 3:13
7. "All of My Life" – 6:13
8. "Invasion" – 5:10
9. "Kingdom of Madness" – 3:57

## 参加ミュージシャン
- ボブ・カトレイ - ボーカル
- トニー・クラーキン - ギター、バッキング・ボーカル
- リチャード・ベイリー - キーボード、フルート、バッキング・ボーカル
- ウォリー・ロウ - ベース、バッキング・ボーカル
- ケックス・ゴーリン - ドラムス